# Jean-Marie Lehn
Jean-Marie Lehn (Rosheim, 30 september 1939) is een Frans scheikundige. Hij ontving in 1987 samen met Donald Cram en Charles Pedersen de Nobelprijs voor de Scheikunde. De drie kregen de prijs voor hun ontwikkeling en gebruik van moleculen met structuurspecifieke interacties met hoge selectiviteit.
Lehn heeft meer dan 800 publicaties over chemische literatuur op zijn naam staan.

## Biografie

### Jonge jaren
Lehn werd geboren als zoon van Pierre en Marie Lehn. Zijn vader was een bakker, maar vanwege zijn liefde voor muziek besloot Lehn niet in zijn voetsporen te treden. In plaats daarvan werd hij organist. Lehn studeerde muziek alvorens zich op scheikunde te richten. Van 1950 tot 1957 studeerde hij onder andere Latijn, Grieks, Duits en Engels, Franse literatuur, filosofie en scheikunde. Hij heeft in die laatste twee een baccalaureaat.
Na zijn bachelor te hebben gehaald ging hij werken voor Ourissons lab, waar hij zich een weg omhoog werkte naar een Ph.D.-titel. Hier publiceerde hij ook zijn eerste paper. Na het halen van zijn Ph.D. ging hij werken voor Robert Burns Woodwards laboratorium aan de Harvard University.

### Carrière
In 1966 kreeg Lehn een positie als maître de conférences (assistentprofesser) aan de scheikundeafdeling van de Universiteit van Straatsburg. Zijn onderzoek focuste zich op de fysieke omvang van moleculen en synthetiseren van componenten.
In 1968 slaagde hij in het synthetiseren van kooiachtige moleculen, met een ander molecuul erin. Dit was de basis voor een heel nieuw veld van scheikunde. Deze cryptanden, zoals Lehn ze noemde, werden zijn grootste interesse.
In 1980 werd Lehn verkozen om leraar te worden aan de Collège de France, en in 1987 won hij de Nobelprijs en in 1997 de Davy-medaille. Hij is lid van diverse nationale en internationale wetenschappelijke genootschappen, waaronder de Koninklijke Nederlandse Akademie van Wetenschappen en de Koninklijke Vlaamse Chemische Vereniging.

### Persoonlijk leven
Lehn trouwde in 1965 met Sylvie Ledere. Samen hebben ze twee zonen, David en Mathias.